# Kevyn Ista
Kevyn Ista (* 25. November 1984 in Auvelais) ist ein ehemaliger belgischer Radrennfahrer.

## Sportliche Laufbahn
Kevyn Ista begann im Verein ASC Bodart mit dem Radsport. Er wurde 2002 auf der Bahn belgischer Juniorenmeister im Punktefahren und im Sprint. 2004 gewann er den Zesbergenprijs Harelbeke und eine Etappe bei der Tour de Namur.
2005 erhielt Ista einen Vertrag bei dem französischen Team R.A.G.T. Semences. 2006 stand er wieder ohne Profiteam da, gewann aber den Grote Prijs Stad Vilvoorde und die U23-Austragung der Ronde van Vlaanderen. In der Saison 2007 fuhr er für das belgische Continental Team Pôle Continental Wallon Bodysol-Euromillions, wo er die Challenge de Hesbaye, die Trofee van Haspengouw, Zellik-Galmaarden und eine Etappe der Tour de Namur gewann. 2008 bis 2009 war er beim französischen Professional Continental Team Agritubel unter Vertrag. 2008 gewann er die Route Adélie de Vitré und 2009 eine Etappe der Mittelmeer-Rundfahrt.
2010 stand Ista im Team von Équipe Cofidis. Von 2013 bis 2015 fuhr er für das Team IAM Cycling, von 2015 bis 2020 für das UCI ProTeam Wallonie-Bruxelles. Insgesamt konnte er regelmäßig Top-10-Plaatzierungen einfahren, ein weiterer zählbarer Erfolg gelang ihm jedoch nicht mehr.
Nachdem Ista kein neues Team gefunden hatte, beendete er nach der Saison 2020 im Alter von 36 Jahren seine Karriere als Radrennfahrer. Danach war er noch drei Jahre in der sportlichen Leitung des Bingoal WB Devo Teams tätig.

## Persönliches
Ista studierte Wasserwirtschaft. Sein erster Radsportverein war ASC Bodart.

## Erfolge

### Bahn
2002
- Belgischer Meister im Punktefahren (Junioren)
- Belgischer Meister im Sprint (Junioren)

### Straße
2006
- Flandern-Rundfahrt (U23)

2008
- Route Adélie de Vitré

2009
- eine Etappe Mittelmeer-Rundfahrt